# Проберт, Ли
Ли Уильям Про́берт (англ. Lee William Probert; родился 13 августа 1972 года) — английский футбольный судья, который обслуживал матчи Футбольной лиги и Премьер-лиги. Родился в Южном Глостершире, впоследствии проживал в Уилтшире.

## Карьера
Проберт начал судить футбольные матчи в 1986 году в местных лигах Бристоля, а позднее — в Южной Конференции. С 1998 года начал работать помощником главного арбитра в Футбольной лиге.
17 ноября 2001 года отсудил первый матч в Кубке Англии: это была встреча между клубами «Дагенем энд Редбридж» и «Саутпорт».
С 2003 года начал работать главным арбитром на матчах Футбольной лиги. 9 августа отсудил свой первый матч в этой лиге между клубами «Нортгемптон Таун» и «Торки Юнайтед».
19 мая 2007 Проберт был главным арбитром в финале плей-офф Первой Футбольной лиги, в котором «Блэкпул» обыграл «Олдем Атлетик» со счётом 3:1.
26 июля 2007 Ли Проберт был включён в избранную группу судей, обслуживающих матчи Премьер-лиги.
Проберт подвергся критике за решение, принятое 29 августа 2009 на стадионе «Олд Траффорд», где  «Манчестер Юнайтед» принимал «Арсенал». Проберт был четвёртым арбитром в этом матче, а главным арбитром был Майк Дин. Проберт заметил, как главный тренер «Арсенала» Арсен Венгер в гневе пнул бутылку с водой, о чём сразу же доложил Майку Дину. Дин удалил Венгера из технической зоны, так что французский тренер досматривал матч на трибунах. Впоследствии Ассоциация тренеров лиги выступила с заявлением, в котором Ли Проберт был обвинён в том, что «совершенно не смог разрешить ситуацию и сконцентрировал излишнее давление, сместив фокус с происходящего на поле в большом матче, в котором оставалось играть всего одну минуту».
14 мая 2011 года Проберт был четвёртым арбитром на финальном матче Кубка Англии, в котором встретились «Манчестер Сити» и «Сток Сити».
В 2019 году завершил карьеру футбольного судьи из-за травмы спины.

## Статистика
| Сезон   | Матчи | Всего | за игру | Всего | за игру |
| ------- | ----- | ----- | ------- | ----- | ------- |
| 2001/02 | 10    | 33    | 3,30    | 1     | 0,10    |
| 2002/03 | 15    | 45    | 3,00    | 2     | 0,13    |
| 2003/04 | 28    | 82    | 2,93    | 7     | 0,25    |
| 2004/05 | 32    | 94    | 2,94    | 7     | 0,22    |
| 2005/06 | 40    | 127   | 3,18    | 8     | 0,20    |
| 2006/07 | 38    | 107   | 2,82    | 5     | 0,13    |
| 2007/08 | 37    | 82    | 2,21    | 3     | 0,08    |
| 2008/09 | 35    | 94    | 2,68    | 4     | 0,11    |